# Schakt (pjäs)
Schakt är ett radioteaterstycke med manus av Kurt Öberg. Stycket regisserades av Peter Luckhaus och sändes av Sveriges Radios Radioteatern den 8 april 1995.

## Handling
Två män är instängda i ett mörkt gruvschakt. De finner att de har tre, men endast tre, tändstickor till sin hjälp i mörkret. Det hela utvecklar sig till ett gruvligt drama som utspelar sig i det inre.

## I rollerna
| Karl     | – Mikael Persbrandt   |
| Alf      | – Stefan Larsson      |
| Kvinna 1 | – Annika Wallin Öberg |
| Kvinna 2 | – Eva Ancker          |
| Man      | – Peter Luckhaus      |

## Musik
Musiken specialkomponerades för stycket av Nike Markelius. Musiker var Christer Bothén och Per-Åke Holmlander.